# 北角（健康中街）巴士總站
北角（健康中街）巴士總站（英語：North Point (Healthy Street Central) Bus Terminus）位於香港東區七姊妹健康中街慧雲峰外，對面為健康村第二期的康祥閣和康欣閣，為一個路邊巴士總站。現時有兩條巴士路線以此為總站。

## 總站路線資料

### 城巴18線
- 北角（健康中街） ↔ 堅尼地城（卑路乍灣）
- 未找到該路綫的special資料，請複查Module:香港巴士/hki。

於1988年8月16日投入服務，來往北角（健康中街）及堅尼地城，途經西營盤、中環、灣仔北、炮台山。2010年8月16日起，18線往堅尼地城的尾班車提早至每晚八時開出，每晚八時後西行服務改由18P線提供。2015年5月10日，因應港鐵西港島綫通車，縮短至上環，改為只於星期一至五繁忙時間服務。2019年12月23日，延長星期一至五服務時間，新增班次及黃昏班次以港澳碼頭為總站。2021年9月21日，除了星期一至五09:00及之前由北角開出之班次外，其餘班次則由延長至堅尼地城，並提升至每天雙向服務。

### 城巴18P線
- 堅尼地城（卑路乍灣） ↔ 北角（健康中街）

於2003年3月10日投入服務，當時由堅尼地城單向往北角（健康中街），不在中環停站，直接到達灣仔北主要商業區。2004年5月31日，提升至每天早上至黃昏雙向服務，平日0812及之前由堅尼地城開出之班次以此為總站，而平日0850及之前班次則由此開往堅尼地城，其餘時段總站遷往北角碼頭。2010年8月16日起，18P線增設每晚八時至凌晨零時單向由此開往堅尼地城的班次，取代該時段18線的西行服務。2015年5月10日起，改為全日以此為總站。2021年9月21日，改為只於星期一至五早上繁忙時間服務，其餘時間則由延長至堅尼地城18線取代。

## 外部連結
- 北角（健康中街）巴士總站（页面存档备份，存于），城巴